# دم‌سرخ
دم‌سرخ‌ها گروهی از پرندگان کوچک بر قدیم هستند که در تیره مگس‌گیران رده‌بندی می‌شوند. دم در این گروه از پرندگان به رنگ حنایی مایل به سرخ است.

## فهرست گونه‌ها
- سرده دم‌سرخ‌ها
  - دم‌سرخ آلاشان (Phoenicurus alaschanicus)
  - دم‌سرخ پشت‌بلوطی (Phoenicurus erythronotus)
  - دم‌سرخ سرآبی (Phoenicurus caeruleocephala)
  - دم‌سرخ سیاه (Phoenicurus ochruros)
  - دم‌سرخ معمولی (Phoenicurus phoenicurus)
  - دم‌سرخ هاجسون (Phoenicurus hodgsoni)
  - دم‌سرخ گلوسفید (Phoenicurus schisticeps)
  - دم‌سرخ دوریان (Phoenicurus auroreus)
  - دم‌سرخ موسیه (Phoenicurus moussieri)
  - دم‌سرخ کوهی (Phoenicurus erythrogastrus)
  - دم‌سرخ پیشانی‌آبی (Phoenicurus frontalis)
- سرده دم‌سرخ سرسفید
  - دم‌سرخ سرسفید Chaimarrornis leucocephalus
- سرده Rhyacornis
  - دم‌سرخ سربی Rhyacornis fuliginosus
  - دم‌سرخ رودخانه‌ای لوزون Rhyacornis bicolor
- سرده هزاردستان
  - دم‌سرخ شکم‌سفید Luscinia phaenicuroides

## در ایران
تاکنون سه گونه از دم‌سرخ‌ها در ایران ثبت شده‌اند که هر سه گونه مهاجر هستند:
- دم‌سرخ معمولی Phoenicurus phoenicuris
- دم‌سرخ سیاه Phoenicurus ochruros
- دم‌سرخ پشت‌بلوطیPhoenicurus erythronotus[۱]